# Diocesi di Eisenstadt
La diocesi di Eisenstadt (in latino Dioecesis Sideropolitana) è una sede della Chiesa cattolica in Austria suffraganea dell'arcidiocesi di Vienna. Nel 2023 contava 182.905 battezzati su 299.934 abitanti. È retta dal vescovo Ägidius Zsifkovics.

## Territorio
La diocesi comprende lo stato federato austriaco del Burgenland.
Sede vescovile è la città di Eisenstadt, dove si trova la cattedrale dei Santi Martino e Ruperto. Nella diocesi sorgono 3 basiliche minori: la basilica della Visitazione della Vergine Maria nel monastero di Güssing, la basilica dell'Assunzione di Maria a Frauenkirchen, e la basilica dell'Immacolata Concezione a Loretto.
Il territorio è suddiviso in 171 parrocchie.

## Storia
L'amministrazione apostolica del Burgenland fu eretta il 18 maggio 1922, per provvedere ai territori delle diocesi ungheresi di Gyõr e di Szombathely che, dopo i trattati di pace seguenti la fine della prima guerra mondiale, si trovavano in territorio austriaco.
Fino al 1949 è stata amministrata dagli arcivescovi di Vienna.
Il 15 agosto 1960 in virtù della bolla Magna quae ecclesiasticae di papa Giovanni XXIII l'amministrazione apostolica è stata elevata al rango di diocesi e ha assunto il nome attuale.
Il 1º maggio 1963 fu istituito il capitolo della cattedrale con la bolla Solet Catholica dello stesso papa Giovanni XXIII.

## Cronotassi dei vescovi
Si omettono i periodi di sede vacante non superiori ai 2 anni o non storicamente accertati.
- Friedrich Gustav Piffl (1922 - 1932) (amministratore apostolico, anche arcivescovo di Vienna)
- Theodor Innitzer (1932 - 1949) (amministratore apostolico, anche arcivescovo di Vienna)

- Josef Schoiswohl † (11 novembre 1949 - 18 gennaio 1954 nominato vescovo di Seckau)
- Stefan László † (30 gennaio 1954 - 28 dicembre 1992 ritirato)
- Paul Iby (28 dicembre 1992 - 9 luglio 2010 ritirato)
- Ägidius Zsifkovics, dal 9 luglio 2010

## Statistiche
La diocesi nel 2023 su una popolazione di 299.934 persone contava 182.905 battezzati, corrispondenti al 61,0% del totale.
| anno | popolazione | popolazione | popolazione | presbiteri | presbiteri | presbiteri | presbiteri                | diaconi | religiosi | religiosi | parrocchie |
| anno | battezzati  | totale      | %           | numero     | secolari   | regolari   | battezzati per presbitero | diaconi | uomini    | donne     | parrocchie |
| ---- | ----------- | ----------- | ----------- | ---------- | ---------- | ---------- | ------------------------- | ------- | --------- | --------- | ---------- |
| 1950 | 228.666     | 268.081     | 85,3        | 234        | 210        | 24         | 977                       |         | 30        | 208       | 171        |
| 1969 | 236.365     | 277.662     | 85,1        | 243        | 213        | 30         | 972                       |         | 40        | 282       | 164        |
| 1980 | 233.734     | 267.000     | 87,5        | 206        | 172        | 34         | 1.134                     |         | 40        | 234       | 164        |
| 1990 | 230.369     | 272.100     | 84,7        | 192        | 158        | 34         | 1.199                     | 7       | 41        | 169       | 165        |
| 1999 | 231.070     | 270.880     | 85,3        | 185        | 156        | 29         | 1.249                     | 13      | 36        | 137       | 171        |
| 2000 | 230.431     | 270.880     | 85,1        | 186        | 158        | 28         | 1.238                     | 13      | 36        | 133       | 171        |
| 2001 | 230.418     | 270.880     | 85,1        | 181        | 155        | 26         | 1.273                     | 14      | 34        | 124       | 171        |
| 2002 | 229.265     | 270.880     | 84,6        | 176        | 150        | 26         | 1.302                     | 14      | 33        | 124       | 171        |
| 2003 | 215.583     | 277.569     | 77,7        | 176        | 148        | 28         | 1.224                     | 15      | 36        | 121       | 171        |
| 2004 | 214.216     | 277.569     | 77,2        | 174        | 146        | 28         | 1.231                     | 16      | 33        | 114       | 171        |
| 2006 | 213.211     | 278.215     | 76,6        | 166        | 139        | 27         | 1.284                     | 21      | 33        | 106       | 171        |
| 2013 | 201.260     | 286.215     | 70,3        | 161        | 135        | 26         | 1.250                     | 26      | 29        | 100       | 171        |
| 2016 | 196,226     | 291,023     | 67,4        | 166        | 131        | 35         | 1.182                     | 27      | 40        | 94        | 174        |
| 2019 | 191.164     | 289.535     | 66,0        | 153        | 121        | 32         | 1.249                     | 28      | 35        | 84        | 171        |
| 2021 | 186.800     | 291.985     | 64,0        | 150        | 119        | 31         | 1.245                     | 32      | 37        | 81        | 171        |
| 2023 | 182.905     | 299.934     | 61,0        | 140        | 109        | 31         | 1.306                     | 31      | 38        | 70        | 171        |